# Tasmanoonops otimus
Tasmanoonops otimus là một loài nhện trong họ Orsolobidae.
Loài này thuộc chi Tasmanoonops. Tasmanoonops otimus được Raymond Robert Forster & Norman I. Platnick miêu tả năm 1985.